# Пешчана пустиња
Пешчана пустиња или ерг представља област ветром нагомиланог живог песка у облику бедема и брежуљака. Вегетација је оскудна, а падавине минималне. У северној Африци се песковите пустиње називају – ергови, у средњој Азији – кумови (песак) и у Кини – шамо. Простиру се широм света: Азија (Каракум, Кизилкум, Такла Макан, Гоби, Тар), Африка (Сахара) итд. Највећа јединствена песковита пустиња је Рубе ел Хали на Арабијском полуострву.
Пешчана мора су огромна подручја заталасаних дина које личе на водене таласе „скамењене“ у тренутку времена.
Мање песковите области јављају се и ван пустиња. Називају се пешчаре. То су у ствари пешчана пространства у којима је еолски процес обустављен вегетацијом и представља фосилни облик. Најпознатије пешчаре су Делиблатска и Телечка.